# Bernoulli-egyenlőtlenség

A Bernoulli-egyenlőtlenség egy esetének ábrázolása. Itt pirossal, pedig kék színnel van ábrázolva és

A Jakob Bernoulli svájci matematikusról elnevezett Bernoulli-egyenlőtlenség a matematikai analízis egyik fontos tétele, amely szerint bármely {\displaystyle h\geq -1} valós szám és {\displaystyle n} természetes szám esetén
Egyszerű, de fontos egyenlőtlenség, amivel egy hatványfüggvény alulról becsülhető.

## A tétel bizonyítása

### Teljes indukcióval
A bizonyítás teljes indukcióval végezhető: {\displaystyle n=1}-re nyilván egyenlőség áll, és ha az állítás igaz {\displaystyle n}-re, akkor
ami a szorzás elvégzése után
Egyenlőség nyilván csak az {\displaystyle n=0}, {\displaystyle n=1} vagy {\displaystyle h=0} esetben teljesül.

### Egy direkt bizonyítás
Az alábbi bizonyítás megjelent a kolozsvári Matlap, 2014. 2-es számában Varga János tollából.
1. Legyen {\displaystyle h\geq 0}. Ekkor a {\displaystyle q=1+h} hányadosú {\displaystyle 1,q,q^{2},...,q^{n}} mértani sorozat összege {\displaystyle \geq n}, hisz mindegyik tagja legalább 1. A mértani sorozat összegképletéből viszont azt kapjuk, hogy
{\displaystyle \displaystyle {{\frac {(1+h)^{n}-1}{(1+h)-1}}\geq n}}, vagyis {\displaystyle (1+h)^{n}\geq 1+nh.}
2. Legyen {\displaystyle -1\leq h<0}. Ekkor {\displaystyle q\leq 1}, tehát a fenti képletre azt kapjuk, hogy
{\displaystyle \displaystyle {{\frac {(1+h)^{n}-1}{(1+h)-1}}\leq n}}, és mivel {\displaystyle h<0}, az eredmény ugyanaz: {\displaystyle (1+h)^{n}\geq 1+nh.}

### Megjegyzés
A Bernoulli-egyenlőtlenségnél gyengébb {\displaystyle (1+h)^{n}\geq nh} állítást sokkal körülményesebb teljes indukcióval bizonyítani.
Nemnegatív h-ra az egyenlőtlenség megkapható a binomiális tétel segítségével:
{\displaystyle (1+h)^{n}=\sum _{k=0}^{n}{\binom {n}{k}}h^{k}\geq {\binom {n}{1}}h+{\binom {n}{0}}=1+nh.}

## Rokon egyenlőtlenségek

### Szigorú egyenlőtlenség
Ugyanígy nevezik Bernoulli-egyenlőtlenségnek a szigorú egyenlőtlenséget megkövetelő változatot is:
Minden valós {\displaystyle x>-1}-re és {\displaystyle x\neq 0}-ra és minden {\displaystyle n\geq 2} természetes számra
{\displaystyle (1+x)^{n}>1+nx}.
A bizonyítás ugyanúgy végezhető teljes indukcióval, mint a nem szigorú változat.

### Valós kitevős hatványok
Valós kitevőkre a deriváltak összehasonlításával az egyenlőtlenség a következőképpen általánosítható:
Minden {\displaystyle x>-1}-re
{\displaystyle (1+x)^{r}\geq 1+rx}, ha {\displaystyle r\geq 1} és
{\displaystyle (1+x)^{r}\leq 1+rx}, ha {\displaystyle 0\leq r\leq 1}.

### Különböző tényezők
Ha nem hatványt veszünk, hanem különböző tényezők szorzatát, akkor teljes indukcióval megmutatható, hogy
{\displaystyle \prod _{i=1}^{n}(1+x_{i})>1+\sum _{i=1}^{n}x_{i}}
ahol minden {\displaystyle x_{i}}-re vagy {\displaystyle -1<x_{i}<0\;}, vagy {\displaystyle x_{i}>0\;} teljesül, és {\displaystyle n} {\displaystyle \geq } {\displaystyle 2}
{\displaystyle u_{i}:=-x_{i}\;} -et helyettesítve és a {\displaystyle -1\leq x_{i}\leq 0} speciális esetet tekintve a Weierstraß-szorzategyenlőtlenséget kapjuk: ,,
{\displaystyle \prod _{i=1}^{n}(1-u_{i})\geq 1-\sum _{i=1}^{n}u_{i}.}

## Alkalmazások

### Egy sorozat határértéke
Állítás:
{\displaystyle \lim _{n\to \infty }{\sqrt[{n}]{a}}=1}
minden {\displaystyle a\geqslant 1} valós számra.
Bizonyítás: Definiáljuk az {\displaystyle x_{n}\geqslant 0} sorozatot a következőképpen:
{\displaystyle {\sqrt[{n}]{a}}=1+x_{n}}.
Ekkor a Bernoulli-egyenlőtlenség szerint
{\displaystyle a=(1+x_{n})^{n}\geq 1+nx_{n}},
így
{\displaystyle {\frac {a-1}{n}}\geq x_{n}\geq 0}.
De
{\displaystyle \lim _{n\to \infty }{\frac {a-1}{n}}=0},
tehát
{\displaystyle \lim _{n\to \infty }x_{n}=0}.
És végül
{\displaystyle \lim _{n\to \infty }{\sqrt[{n}]{a}}=1+\lim _{n\to \infty }x_{n}=1+0=1.}

### Exponenciális függvény
Egyszerűsége ellenére a Bernoulli-egyenlőtlenség sokszor hasznosnak bizonyul becslésekben. Legyen rögzítve egy {\displaystyle x\in \mathbb {R} }. Ekkor {\displaystyle {\frac {x}{n}}\geq -1} minden {\displaystyle n\geq n_{0}(x)}-re. A Bernoulli-egyenlőtlenséggel
{\displaystyle \left(1+{\frac {x}{n}}\right)^{n}\geq 1+n\cdot {\frac {x}{n}}=1+x} minden {\displaystyle n\geq n_{0}(x)}-re.
Mivel
{\displaystyle e^{x}=\lim _{n\to \infty }\left(1+{\frac {x}{n}}\right)^{n},}
azért beláttuk a
{\displaystyle 1+x\leq e^{x}} minden {\displaystyle x\in \mathbb {R} }-re az
egyenlőtlenséget.

### A számtani-mértani közép egyenlőtlensége
A Bernoulli-egyenlőtlenséget felhasználva teljes indukcióval:
Legyen {\displaystyle x_{n+1}} az {\displaystyle x_{1},\dots ,x_{n},x_{n+1}} pozitív számok maximuma, és {\displaystyle {\bar {x}}_{\mathrm {arithm} }} {\displaystyle x_{1},\dots ,x_{n}} számtani közepe. Ekkor {\displaystyle x_{n+1}-{\bar {x}}_{\mathrm {arithm} }\geq 0}, és a Bernoulli-egyenlőtlenség folytán
{\displaystyle \left({\frac {x_{1}+\dots +x_{n+1}}{(n+1){\bar {x}}_{\mathrm {arithm} }}}\right)^{n+1}=\left(1+{\frac {x_{n+1}-{\bar {x}}_{\mathrm {arithm} }}{(n+1){\bar {x}}_{\mathrm {arithm} }}}\right)^{n+1}\geq 1+{\frac {x_{n+1}-{\bar {x}}_{\mathrm {arithm} }}{{\bar {x}}_{\mathrm {arithm} }}}={\frac {x_{n+1}}{{\bar {x}}_{\mathrm {arithm} }}}}.
Az indukciós feltétellel
{\displaystyle \left({\frac {x_{1}+\dots +x_{n+1}}{n+1}}\right)^{n+1}\geq {\bar {x}}_{\mathrm {arithm} }^{n+1}{\frac {x_{n+1}}{{\bar {x}}_{\mathrm {arithm} }}}={\bar {x}}_{\mathrm {arithm} }^{n}x_{n+1}\geq x_{1}\cdots x_{n}x_{n+1}},
ami éppen az, amit bizonyítani akartunk.
A bizonyítás megtalálható például Heuser könyvében (H. Heuser, Lehrbuch der Analysis, Teil 1, Kapitel 12.2.)